# Забайковье
Забайко́вье (укр. Забайкíв'я) — историческая местность на территории Голосеевского района города Киева.

## Расположение
Забайковье располагается между улицами Байковой, Кировоградской, Волжской, переулками Волжским, Ясиновским и юго-западной границей района.

## Наименование
Название произошло от Байкового кладбища, на котором расположено поселение.

## История
Местность известна с конца XIX века как владение Киево-Зверинецкой церкви, которое в то время было сдано в аренду жителям города под сады и огороды. В 1889 году в поселке уже насчитывалось 1,5 тыс. жителей, в то же время сформировалась современная система улиц и переулков (впоследствии некоторые из них меняли названия). Забайковье было застроено на рубеже XIX-XX веков, а в 1909 году городские власти выкупили его у церкви.
На 3абайкивьи сохранилось немало сооружений конца XIX-начала XX века. Часть поселения между Кировоградской и Кочубеевские улицам была полностью снесена в 1980-90-е годы.